# 222032 Lupton
222032 Lupton è un asteroide della fascia principale. Scoperto nel 1998, presenta un'orbita caratterizzata da un semiasse maggiore pari a 3,0537045 UA e da un'eccentricità di 0,0890395, inclinata di 0,91991° rispetto all'eclittica.